# Mennonitische Geschichtsblätter
Mennonitische Geschichtsblätter (traducido: Hojas Históricas Menonitas) es el título de una revista internacional e interdisciplinaria para el estudio de los anabaptistas y menonitas. Incluye el estudio de los amish y huteritas que también son anabaptistas. Tematiza sobre todo aspectos históricos y teológicos así como jurídicos y culturales. La revista se publica anualmente por la organización Mennonitischer Geschichtsverein (Sociedad Histórica Menonita). Cada edición tiene un tamaño de aproximadamente 200 páginas.
En los años 1936 hasta 1940 la revista fue editada por Christian Hege. Entre 1941 y 1948 la revista no se publicó.
En 2011 apareció un índice completo de las ediciones 1 - 67.

## Redacción
La revista es redactada por el historiador, científico social y teólogo Hans-Jürgen Goertz, la historiadora Marion Kobelt-Groch y el teólogo y pastor Christoph Wiebe.

## Suscripción
El precio regular de la revista es de 33 €. La suscripción cuesta 25 € más los gastos de envío. Los miembros de la organización Mennonitischer Geschichtsverein reciben la revista gratuitamente.